# Saint-Pantaly-d’Ans
Saint-Pantaly-d’Ans ist eine Ortschaft und eine ehemalige französische Gemeinde mit 151 Einwohnern (Stand: 1. Januar 2022) im Département Dordogne in der Region Nouvelle-Aquitaine. Sie gehörte zum Arrondissement Nontron und zum Kanton Isle-Loue-Auvézère.
Mit Wirkung vom 1. Januar 2017 wurden die früheren Gemeinden La Boissière-d’Ans, Saint-Pantaly-d’Ans und Cubjac zu einer Commune nouvelle namens Cubjac-Auvézère-Val d’Ans zusammengelegt. Die ehemaligen Gemeinden haben in der neuen Gemeinde über den Status einer Commune déléguée. Der Verwaltungssitz befindet sich im Ort Cubjac.
Nachbarorte sind Mayac im Nordwesten, Coulaures im Norden, Sainte-Eulalie-d’Ans im Osten, Gabillou im Südosten, Brouchaud im Süden und La Boissière-d’Ans im Westen. 

## Geschichte
In der vormaligen Gemeindegemarkung befinden sich zahlreiche Weiler, darunter Saint-Pardoux-d’Ans. Diese Ortschaft war bis 1824 eine eigene Gemeinde und wurde dann nach Sainte-Eulalie-d’Ans eingemeindet. 1875 ging sie an Saint-Pantaly-d’Ans über. 

## Bevölkerungsentwicklung
| Jahr      | 1962 | 1968 | 1975 | 1982 | 1990 | 1999 | 2008 | 2015 |
| --------- | ---- | ---- | ---- | ---- | ---- | ---- | ---- | ---- |
| Einwohner | 222  | 219  | 180  | 167  | 160  | 156  | 158  | 144  |

## Sehenswürdigkeiten

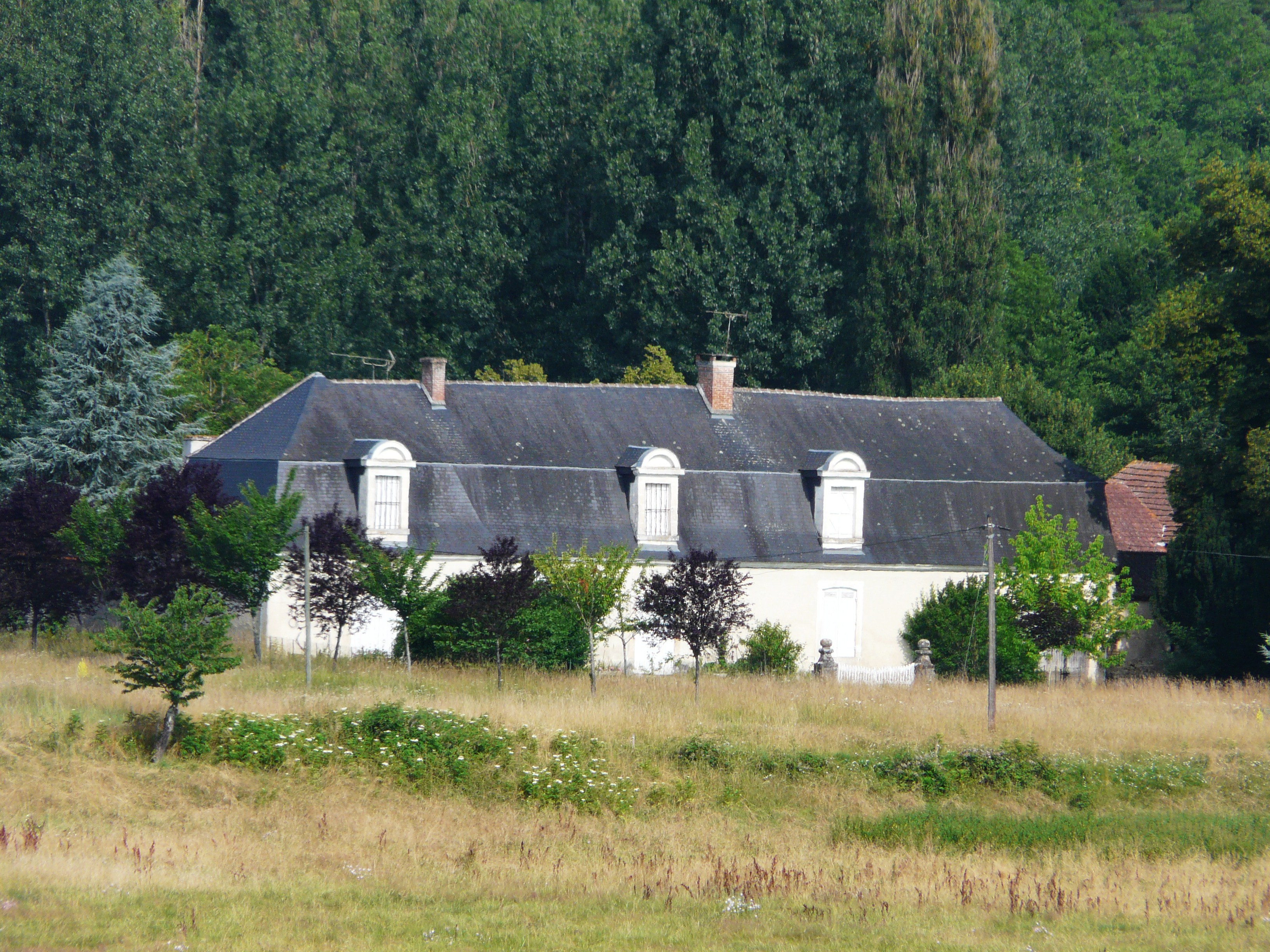
Chartreuse de Marqueyssac
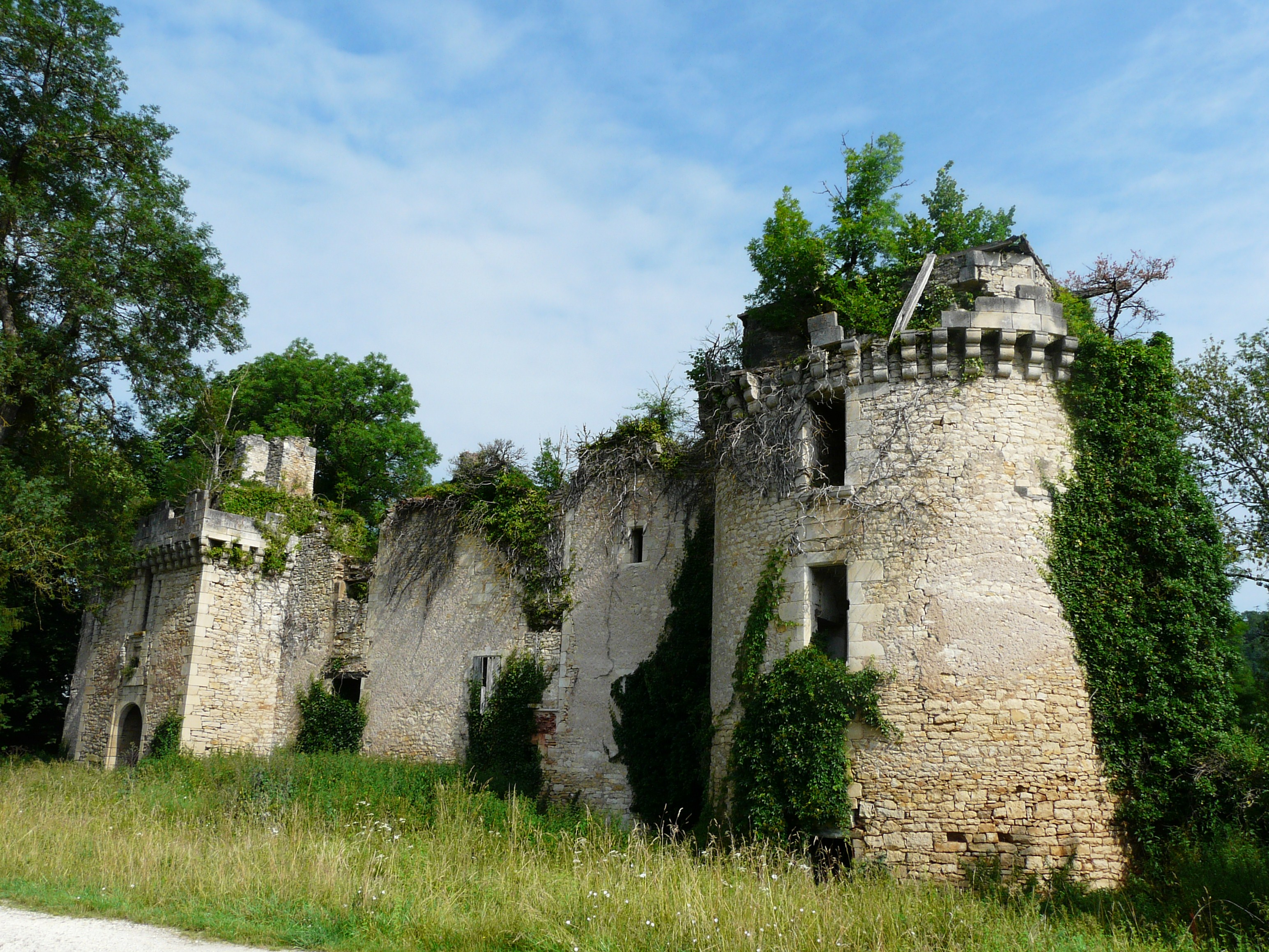
Ruine des Schlosses Marqueyssac, seit 2013 als Monument historique ausgewiesen
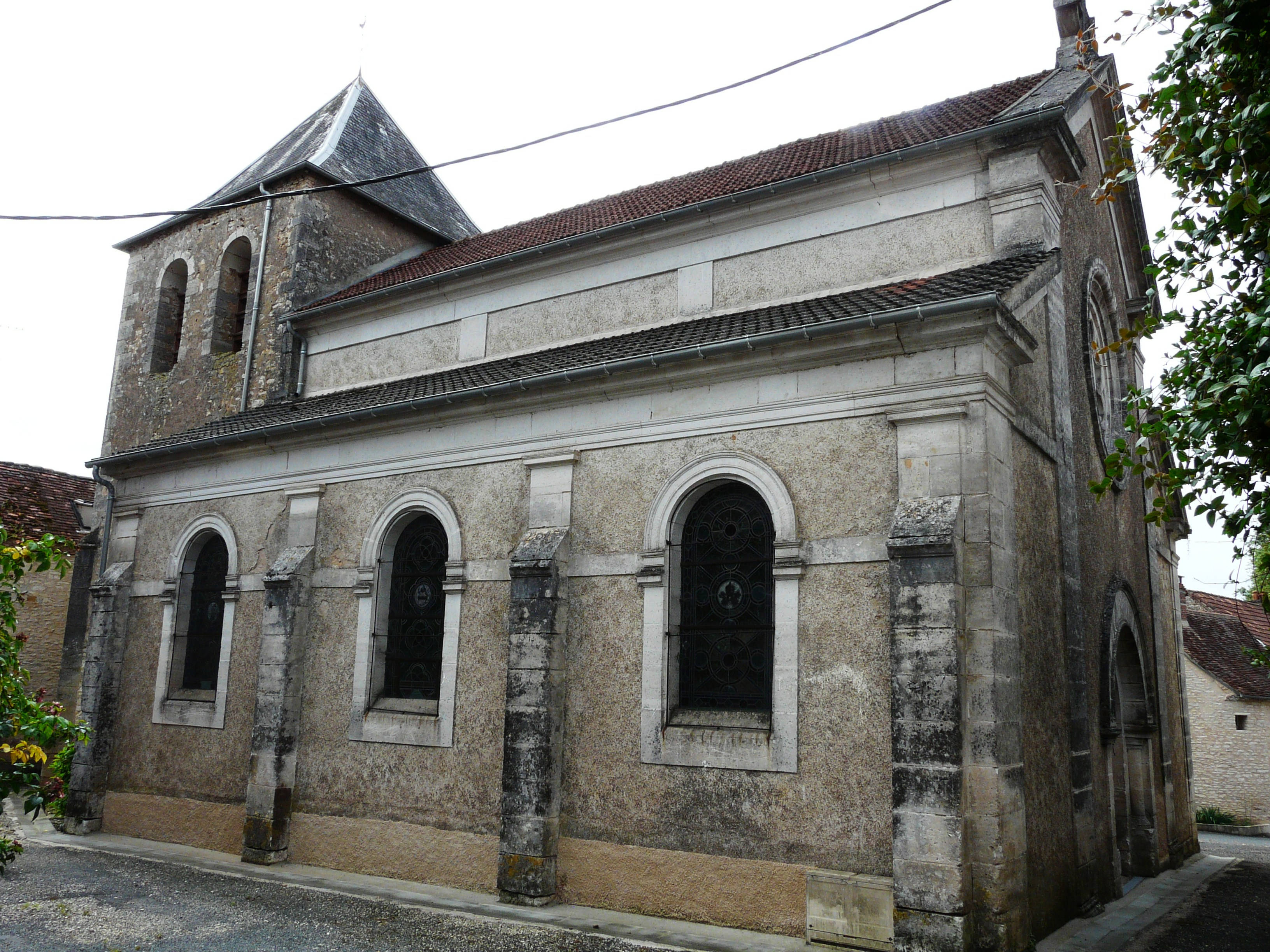
Kirche Saint-Pantaléon
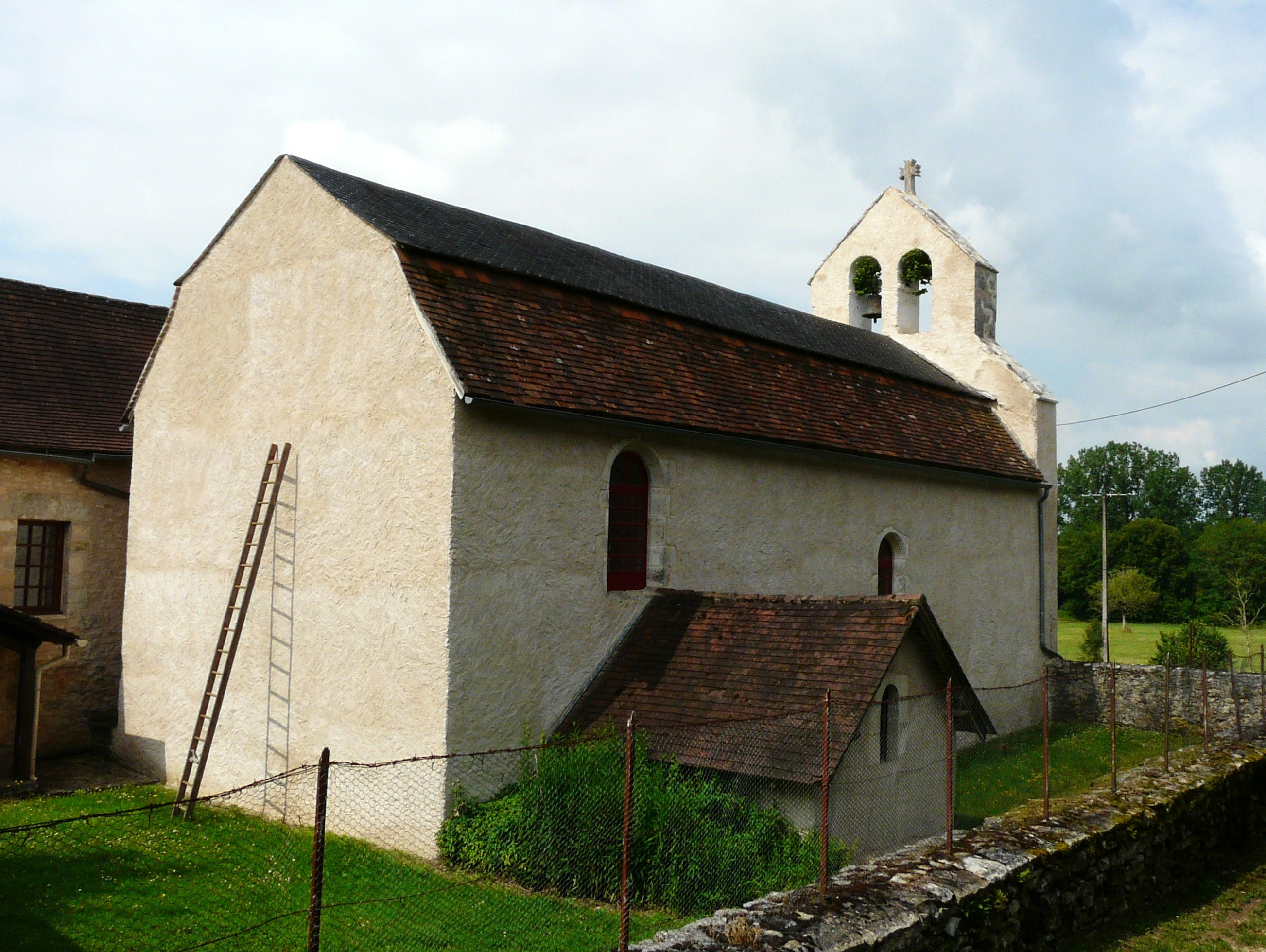
Kirche Saint-Pardoux
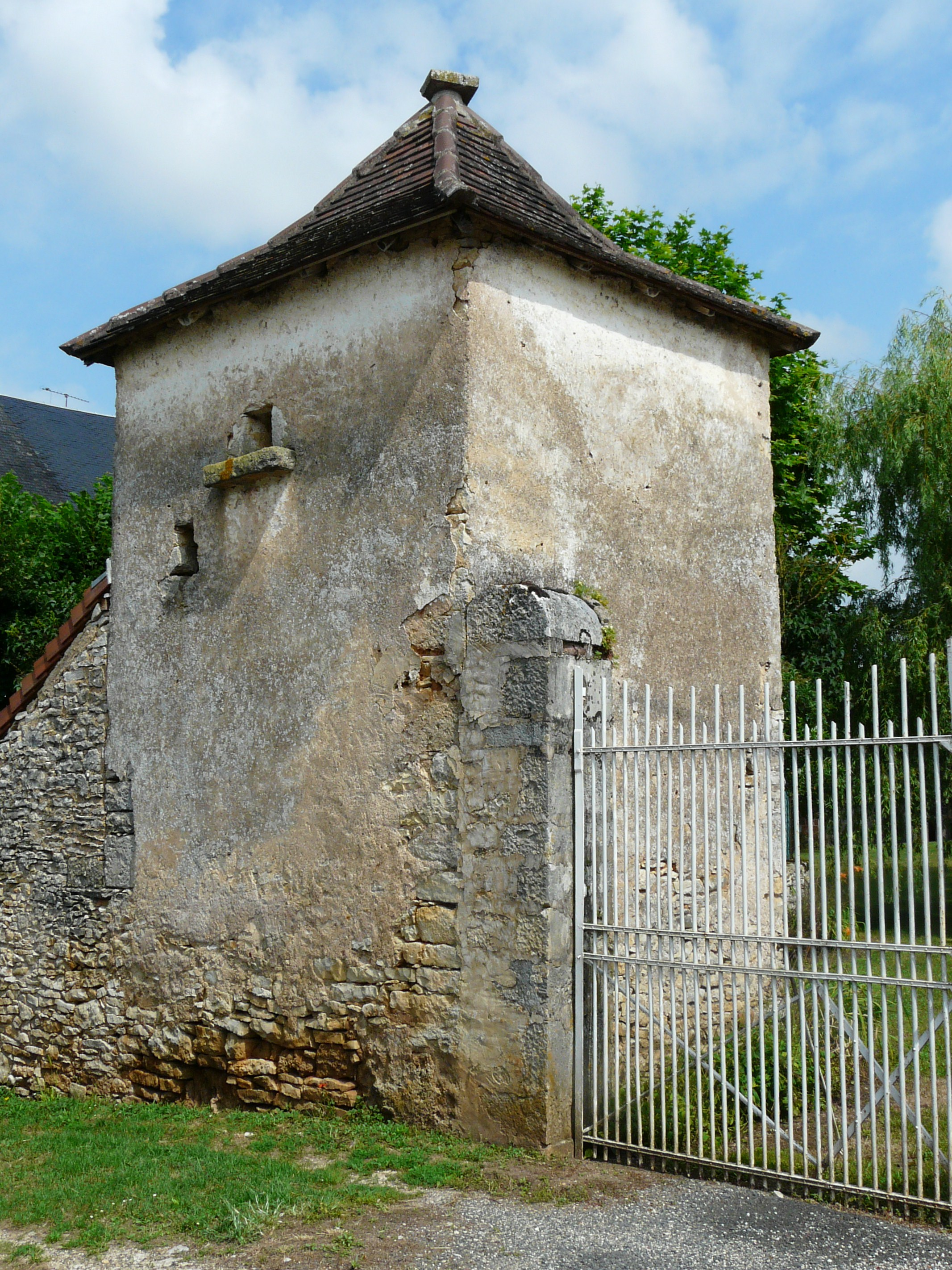
Taubenturm

- Chartreuse de Marqueyssac
- Schloss Marqueyssac
- Kirche Saint-Pantaléon
- Kirche Saint-Pardoux
- Taubenturm